# Осем знамена
Осемте знамена (на китайски: 八旗, Bāqí) представляват уникална военно-административна система, създадена от манджурите в началото на XVII век и използвана от династията Цин (1644 – 1912 г.) за контрол и управление на своята армия, население и територии. Системата играе ключова роля в създаването на Цинската империя и поддържането на властта на манджурите над Китай в продължение на почти три века.
Системата на знамената е създадена от Нурхаци, основателя на Късната династия Дзин, предшественик на династия Цин. Първоначално тя включва четири знамена, но по-късно била разширена до осем знамена, за да побере нарастващата манджурска армия и население. След завладяването на Китай от Цин структурата на знамената е разширена, за да включва ханските китайци и монголите, създавайки така наречените хански знамена и монголски знамена.

### Структура и функции
Осемте знамена изпълняват едновременно военни, административни и социални функции:
- Всяко знаме било съставено от военни единици, като най-малката – нуру – включвала 300 мъже.
- Знамената били едновременно бойни единици и общности, в които живеели членовете със семействата си.
- Всеки член на знаме получавал заплата, оръжие и униформа от държавата.
- По време на война мъжете от знамената служели като елитни войски.

### Видове знамена по етнически признак
След установяването на властта над Китай манджурите създали три разновидности на знамената:
- Манджурски знамена (满洲八旗)
- Хански знамена (汉军八旗) – включващи китайци, преминали на страната на Цин
- Монголски знамена (蒙古八旗) – включващи монголски войски, верни на династията